# Bizex-B
Bizex-B är ett punkband från Gävle som existerade mellan 1980 och 83 och återbildades 2005.
Bizex-B:s första spelning gjordes som förband åt PF Commando, under mars 1980 på Folkets Hus, Gävle. Bandet bestod då av Zluggo Pop (Larz Gustafsson) på sång, Mats "London" Colling på bas, Perra på gitarr, Jacob "Kådis" Gordin på trummor och gästsångaren Pelle Olsson.
I slutet av 1981 gick Bizex-B in i studion och spelade in sin första LP, "Vi Lever!", som sedan släpptes tidigt 1982. 
Drygt ett år senare spelades LP nummer två in, "En Våldtäkt I Vinyl". Detta album utkom postumt, efter att Bizex-B splittrats våren 1983.
År 2005 gjorde Bizex-B comeback med två fjärdedelar av originalsättningen. Zluggo Pop på sång och Perra på gitarr. På trummor Fritte Jonasson och på bas Urrke T.
I september 2006 spelade detta "nya" Bizex-B in sin tredje fullängsskiva "Tillbaka med en smäll". Skivan släpptes i maj 2007. 
De två album Bizex-B spelade in och gav ut som LP-skivor på det tidiga 80-talet återutgavs i juni 2007 på remastrade CD-versioner under skivbolaget Imperial Recordings YKFK-etikett. Dessa distribueras av Polygram.
Originalsångaren Zluggo Pop hoppade av bandet i början av 2007 och ersattes då av Deep Torkel, känd från kultband som Stoodes och Suzie Beats Them All. 
Bandets fjärde fullängdsalbum, med arbetsnamnet "Stena Svinen", har spelats in med Deep Torkel under 2009 och 2010, men fortfarande ej ännu utgivits. 

## Diskografi
- 1981 Äntligen...Bizex-B (tape) (Rebel Tapes)
- 1982 Vi Lever (LP) (Rebel Records)
- 1983 En våldtäkt i vinyl (LP) (Rebel Records)
- 2007 Vi Lever (CD) (YKFK/Imperial Recordings)
- 2007 En våldtäkt i vinyl (CD) (YKFK/Imperial Recordings)
- 2007 Tillbaka med en smäll (CD-LP) (Rebel Records)

### Webbkällor
- https://web.archive.org/web/20100823102741/http://www.punktipset.se/band.asp?id=47
- http://farbrorpunk.blogg.se/2010/may/bizex-b-albumaktuella.html
- https://web.archive.org/web/20110814011139/http://hem.passagen.se/farbror_punk/bib1_1.htm
- http://www.myspace.com/ykfk
- https://web.archive.org/web/20100813000651/http://www.imperialrecordings.se/ykfkreleases.html